# Trioceros ellioti
Trioceros ellioti  es una especie de lagarto iguanio de la familia de los camaleones, nativo de África Central y Oriental. Es una especie vivípara.

## Distribución y hábitat
Se distribuye en las tierras altas de la República Democrática del Congo, Uganda, Ruanda, Burundi, Tanzania, Kenia, y Sudán del Sur. Su rango altitudinal oscila entre 1200 y 1800 m s. n. m. 
Su hábitat es variado y se compone de arbustos y árboles en bosque marginal, sabanas y pastizales, e incluye también zonas perturbadas, campos agrícolas y zonas semiurbanas.

## Estado de conservación
Esta especie tiene una amplia distribución y parece tener la capacidad de adaptarse a una cierta degradación de su hábitat natural, ya que ocurre también en zonas agrícolas y semiurbanas. Por lo tanto ha sido clasificada como una «especie bajo preocupación menor» por la UICN. Como está siendo capturada para el comercio de animales salvajes, la especie ha sido incluida en el Apéndice II de CITES para limitar sus efectos.